# 涙の条件
「涙の条件」（なみだのじょうけん）は、テレサ・テンの日本での通算22枚目のシングル。1990年3月28日にトーラスレコードから8センチCD（規格品番：TADL-7307）とカセットテープ（規格品番：TASL-7307）形式でリリースされた。

## 概要
タイトル曲「涙の条件」とカップリング曲「Yes, 愛につつまれ」は、荒木とよひさが作詞、三木たかしが作曲を務めている。「涙の条件」はテレビ朝日系“火曜ミステリー劇場"のテーマソングである。

## 収録曲
（全作詞：荒木とよひさ、作曲：三木たかし、編曲：GODFREY WANG & PHIL CHEN）
1. 涙の条件
ストリングスアレンジ：小野崎孝輔
2. Yes, 愛につつまれ
3. 涙の条件（オリジナル・カラオケ）
4. Yes, 愛につつまれ（オリジナル・カラオケ）